# П'ятинське сільське поселення
П'я́тинське сільське поселення (рос. Пятинское сельское поселение) — муніципальне утворення у складі Ромодановського району Мордовії, Росія. Адміністративний центр — село П'ятина.

## Історія
Станом на 2002 рік існували Малоберезниківська сільська рада (село Малі Березники, селище Нагорний) та П'ятинська сільська рада (село П'ятина, присілок Ликовщина, селища Дмитрієвка, Садовський).
19 травня 2020 року було ліквідовано Малоберезниківське сільське поселення, його територія увійшла до складу П'ятинського сільського поселення.

## Населення
Населення — 1071 особа (2019, 1134 у 2010, 1168 у 2002).

## Склад
До складу поселення входять такі населені пункти:
| Населений пункт      | Населення, осіб (2002) | Населення, осіб (2010) |
| -------------------- | ---------------------- | ---------------------- |
| Дмитрієвка, селище   | 11                     | 7                      |
| Ликовщина, присілок  | 133                    | 84                     |
| Малі Березники, село | 478                    | 421                    |
| Нагорний, селище     | 25                     | 21                     |
| П'ятина, село        | 150                    | 223                    |
| Садовський, селище   | 371                    | 378                    |